# 万宁水库
万宁水库是中国海南省万宁市境内的一座水库，建于1968年。水库正常库容为3492万立方米，平均水深为3.00米，集雨面积为429平方千米。